# Jacques Herlin

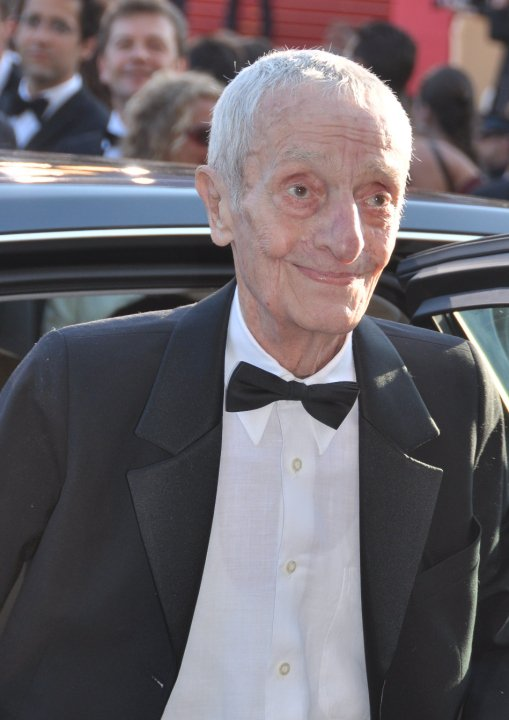
Jacques Herlin (2010)

Jacques Herlin (* 17. August 1927 in Le Vésinet; † 7. Juni 2014 in Paris; eigentlich Jacques de Jouette) war ein französischer Schauspieler, der auch in zahlreichen deutschen Filmen mitgewirkt hat.

## Leben
Jacques Herlin wurde am 17. August 1927 in Le Vésinet geboren, er verbrachte seine Kindheit und Jugend in Toulon. Seine Theaterleidenschaft entstand, als er seine damalige Freundin zu einem Schauspielkurs begleitete.
1951 ging er nach Paris, wo er an Schauspielkursen von Raymond Girard teilnahm, die auch von Jean-Paul Belmondo oder Françoise Fabian besucht wurden.
Er schloss sich einer Theatergruppe an, in der er klassisches Repertoire spielte, und trat erfolgreich am Théâtre de la Michodière unter der Leitung von Pierre Fresnay, Yvonne Printemps und François Périer auf.
Obwohl Herlin seit 1958 in über 170 Rollen in Kinofilmen und Fernsehproduktionen sowie etlichen Theateraufführungen auftrat, ist über seine Biografie sonst nur wenig bekannt. Während seines künstlerischen Schaffens trug er auch die Namen Jacques Erlaine und Jacques Herlein. In vielen internationalen Produktionen sprach er seine Rollen in der jeweiligen Produktionssprache, so in Englisch, Italienisch und Deutsch (das er aber nie lernte). Von Ende der 1960er bis Anfang der 1980er Jahre trat er in einer großen Zahl humoristisch angelegter Nebenrollen in Softsex-Filmen vor allem im deutschsprachigen Raum auf.
Der schmale, klein gewachsene Herlin spielte oft komödiantisch angelegte Rollen in vielen Genrefilmen. Nur gelegentlich konnte er seinem Talent entsprechende, diesem Klischee entkommende Figuren verkörpern. Seine letzte Rolle spielte er 2014 in dem Film Ich und Kaminski, der erst nach seinem Tod fertiggestellt wurde.

## Filmografie (Auswahl)
- 1958: Et ta soeur
- 1960: Der Boß und sein Engel (Le caid)
- 1960: Lichter von Paris (Boulevard)
- 1961: Das Mädchen mit den goldenen Augen (La fille aux yeux d'or)
- 1962: Auch Stehlen will gelernt sein (Arsène Lupin contre Arsène Lupin)
- 1963: Der Dämon und die Jungfrau (La frusta e il corpo)
- 1963: Nacht der Erfüllung (Le jour et l'heure)
- 1963: Der Stärkste unter der Sonne (Maciste l’eroe più grande del mondo)
- 1964: Das war Buffalo Bill (Buffalo Bill, l'eroe del Far West)
- 1964: Helle Stimmen (Le voci bianche)
- 1964: Im Tempel des weißen Elefanten (Sandok, il Maciste della giungla)
- 1965: Genosse Don Camillo (Il compagno Don Camillo)
- 1965: Julia und die Geister (Giulietta degli spiriti)
- 1965: Eine Jungfrau für den Prinzen (Una vergine per il principe)
- 1965: Mandragola oder der Liebhaber als Arzt (La mandragola)
- 1965: Das zehnte Opfer (La decima vittima)
- 1966: Geh ins Bett, nicht in den Krieg (Non faccio la guerra, faccio l‘amore)
- 1966: Höllenjagd auf heiße Ware (New York chiama Superdrago)
- 1966: Das Superding der 7 goldenen Männer (Il grande colpo dei 7 uomini d'oro)
- 1966: Tampeko – Ein Dollar hat zwei Seiten (Per pochi Dollari ancora)
- 1966: Yankee
- 1967: Bradock – drei Unzen Blei zum Fünf-Uhr-Tee (Troppo per vivere… poco per morire)
- 1967: Die Doppelgänger (Colpo maestro al servizio di Sua Maestà britannica)
- 1967: Der Fremde (Lo straniero)
- 1967: Das Mädchen und der General (La ragazza e il generale)
- 1967: Matchless
- 1967: Stinkende Dollar (Le due facce del dollaro)
- 1967: Das Todeslied von Laramie (Sette pistole per un massacro)
- 1967: Die Wirtin von der Lahn
- 1968: Frau Wirtin hat auch einen Grafen
- 1968: Der Turm der verbotenen Liebe
- 1969: Frau Wirtin hat auch eine Nichte
- 1969: Ihr Auftritt, Al Mundy (It Takes a Thief) (Fernsehserie, 1 Folge)
- 1969: Kindheit, Berufung und erste Erlebnisse des Venezianers Giacomo Casanova (Infanzia, vocazione e prime esperienze di Giacomo Casanova, Veneziano)
- 1969: Liebe durch die Hintertür
- 1969: Warum hab’ ich bloß 2x ja gesagt?
- 1970: Frau Wirtin bläst auch gern Trompete
- 1970: Frau Wirtin treibt es jetzt noch toller
- 1970: Die Geliebte (Una storia d'amore)
- 1970: Musik, Musik – da wackelt die Penne
- 1971: Einer spinnt immer
- 1971: Die tollen Tanten schlagen zu
- 1972: Außer Rand und Band am Wolfgangsee
- 1972: Knallt das Monstrum auf die Titelseite! (Sbatti il mostro in prima pagina)
- 1972: Pinocchio (Le avventure di Pinocchio) (Fernseh-Miniserie)
- 1973: Blau blüht der Enzian
- 1973: Frau Wirtins tolle Töchterlein
- 1973: Geld stinkt nicht (La proprietà non è più un furto)
- 1973: Ein Scheiss-Wochenende (Mordi e fuggi)
- 1973: Shaft in Afrika (Shaft in Africa)
- 1973: Tödlicher Irrtum (Rappressaglia)
- 1973: Das Wandern ist Herrn Müllers Lust
- 1974: Moses (Mosè) (Fernseh-Miniserie)
- 1974: Zwei Fäuste des Himmels (Uomini duri)
- 1974: Zwei Missionare (Porgi l’altra guancia)
- 1975: Jacopetti: Mondo candido (Mondo candido)
- 1976: Hector, der Ritter ohne Furcht und Tadel (Il soldato di ventzra)
- 1976: Magnum 45 (È tanta paura)
- 1976: Vier Fäuste – Hart wie Diamanten (Il vangelo secondo Simone e Matteo)
- 1977: Abendessen mit anschließendem Frühstück (Pane burro e marmellata)
- 1977: Antonio Gramsci – Die Jahre im Kerker (Antonio Gramsci – i giorni del carcere)
- 1977: Casanova & Co.
- 1977: Drei Schwedinnen in Oberbayern
- 1978: Hurra, die Schwedinnen sind da
- 1978: Krieg der Roboter (La guerra dei robot)
- 1978: Das Love-Hotel in Tirol
- 1978: Summer Night Fever
- 1978: Das Wirtshaus der sündigen Töchter
- 1979: Austern mit Senf
- 1979: Lucky Star
- 1979: Zum Gasthof der spritzigen Mädchen
- 1980: Der Salamander (The Salamander)
- 1980: Speed Cross – Zwei geben Vollgas (Speed Cross)
- 1981: Die tolldreisten Streiche des Marchese del Grillo (Il Marchese del Grillo)
- 1982: Die liebestollen Lederhosen
- 1982: Nah-Kampf-Truppe (Ciao nemico)
- 1982: Piratensender Powerplay
- 1983: Er – Stärker als Feuer und Eisen (La guerra del ferro – Ironmaster)
- 1983: Der Feuersturm (The Winds of War) (Fernseh-Miniserie)
- 1983: Die fünfte Jahreszeit (Fernsehserie, 1 Folge)
- 1983: Happy Weekend
- 1983: Der Mond in der Gosse (La lune dans le caniveau)
- 1983: Plem, Plem – Die Schule brennt
- 1984: Dr. Fischer aus Genf (Dr Fischer of Geneva) (Fernsehfilm)
- 1984: Die Enthüllung (Rive droite, rive gauche)
- 1985: Hilfe, die Amis kommen (National Lampoon's European Vacation)
- 1986: Verfolgt und gejagt (Nazi Hunter: The Beate Klarsfeld Story) (Fernsehfilm)
- 1987: Frankensteins Tante (TV-Serie)
- 1987: Wilhelm Tell – Kämpfer der Gerechtigkeit (Crossbow) (Fernsehserie, 2 Folgen)
- 1988: Chouans! – Revolution und Leidenschaft (Chouans!)
- 1988: Die kleine Diebin (La petite voleuse)
- 1988: Die Partie seines Lebens (La partita)
- 1989: Ein Vater kommt selten allein (Un Père et passe)
- 1989: Wenn die Masken fallen (Torrents of Spring)
- 1990: Auf eigene Faust (Counterstrike) (Fernsehserie, 1 Folge)
- 1991: Ein gefährliches Paar (Shadows of the Past) (Fernsehfilm)
- 1991: Der Gefallen, die Uhr und der sehr große Fisch (The Favour, the Watch and the Very Big Fish)
- 1992: Prinzessin Alexandra (Princesse Alexandra) (Fernsehfilm)
- 1995: Hippolytes Fest (Au petit Marguery)
- 1996: Julie Lescaut (Fernsehserie, 1 Folge)
- 1999: Johanna von Orléans (Joan of Arc)
- 2003: Liebe auf Französisch (7 ans de mariage)
- 2005: Tortur d’amour – Auf immer und ledig (Il ne faut jurer de rien!)
- 2006: Ein gutes Jahr (A Good Year)
- 2007: Die Kammer der toten Kinder (La chambre des morts)
- 2008: Hello Goodbye – Entscheidung aus Liebe (Hello Goodbye)
- 2009: Der Retter (À L'origine)
- 2010: Von Menschen und Göttern (Des hommes et des dieux)
- 2011: Haftbefehl (Présumé coupable)
- 2012: Asterix & Obelix – Im Auftrag Ihrer Majestät (Astérix et Obélix: Au service de Sa Majesté)
- 2012: Leb wohl, meine Königin! (Les Adieux à la reine)
- 2015: Ich und Kaminski